# Белая, Зоя Александровна
Зоя Александровна Белая (18 мая 1924, Глуск, СССР — 19 ноября 1992, Москва) — российская советская артистка Московского театра оперетты, киноактриса.

## Биография
В 1943—1944 годах обучалась вокалу в Академическом музыкальном училище при Московской государственной консерватории имени П. И. Чайковского.
Выпускница Студии при Московском театре оперетты. В 1947—1973 годах выступала на сцене этого театра. Ряд вокальных партий в советских опереттах был написан в расчёте именно на её сильный выразительный голос. Яркий драматический темперамент артистки сочетался с высокой исполнительской культурой.
Снималась в кино. Выступала в концертах, работала на радио.
Умерла в возрасте 68 лет от инфаркта. Похоронена на Головинском кладбище

## Театральные роли
- «Акулина» И. Н. Ковнера — Лиза Муромская
- «Вольный ветер» И. О. Дунаевского — Стелла и Клементина
- «Сын клоуна» И. О. Дунаевского — Ирина
- «Белая акация» И. О. Дунаевского — Лариса
- «Фиалка Монмартра» И. Кальмана — Нинон
- «Девичий переполох» Ю. С. Милютина — Ксения
- «Мечтатели» К. Я. Листова — Маша
- «Севастопольский вальс» К. Я. Листова — Нина
- «Мадемуазель Нитуш» Ф. Эрве — Дениза
- «Свадьба в Малиновке» Б. А. Александрова — Яринка
- «Ромео, мой сосед» Р. Гаджиева — Стелла
- «Сто чертей и одна девушка» Т. Н. Хренникова — Степанида

## Избранная фильмография
- 1959 — Композитор Имре Кальман (фильм-спектакль)
- 1962 — Композитор Исаак Дунаевский (фильм-спектакль) — Стелла / «Вольный ветер»
- 1962 — Композитор Ференц Легар (фильм-спектакль)
- 1968 — Вас ждут герои оперетт — Аграфена
- 1974 — Бенефис Сергея Мартинсона (фильм-спектакль)
- 1978 — Дуэнья — Фраскита, служанка Леоноры
- 1979 — Утренний обход — Раиса Павловна
- 1980 — Копилка — эпизод

## Награды
- Заслуженная артистка РСФСР (1964)